# 牛もも
牛もも（うしもも又はぎゅうもも）（英語:Beef thigh）または牛もも肉（ぎゅうももにく）とは牛の部位である「うちもも、そともも、らんいち（らんぷ・いちぼ）、しんたま」という牛のももの肉の事である。

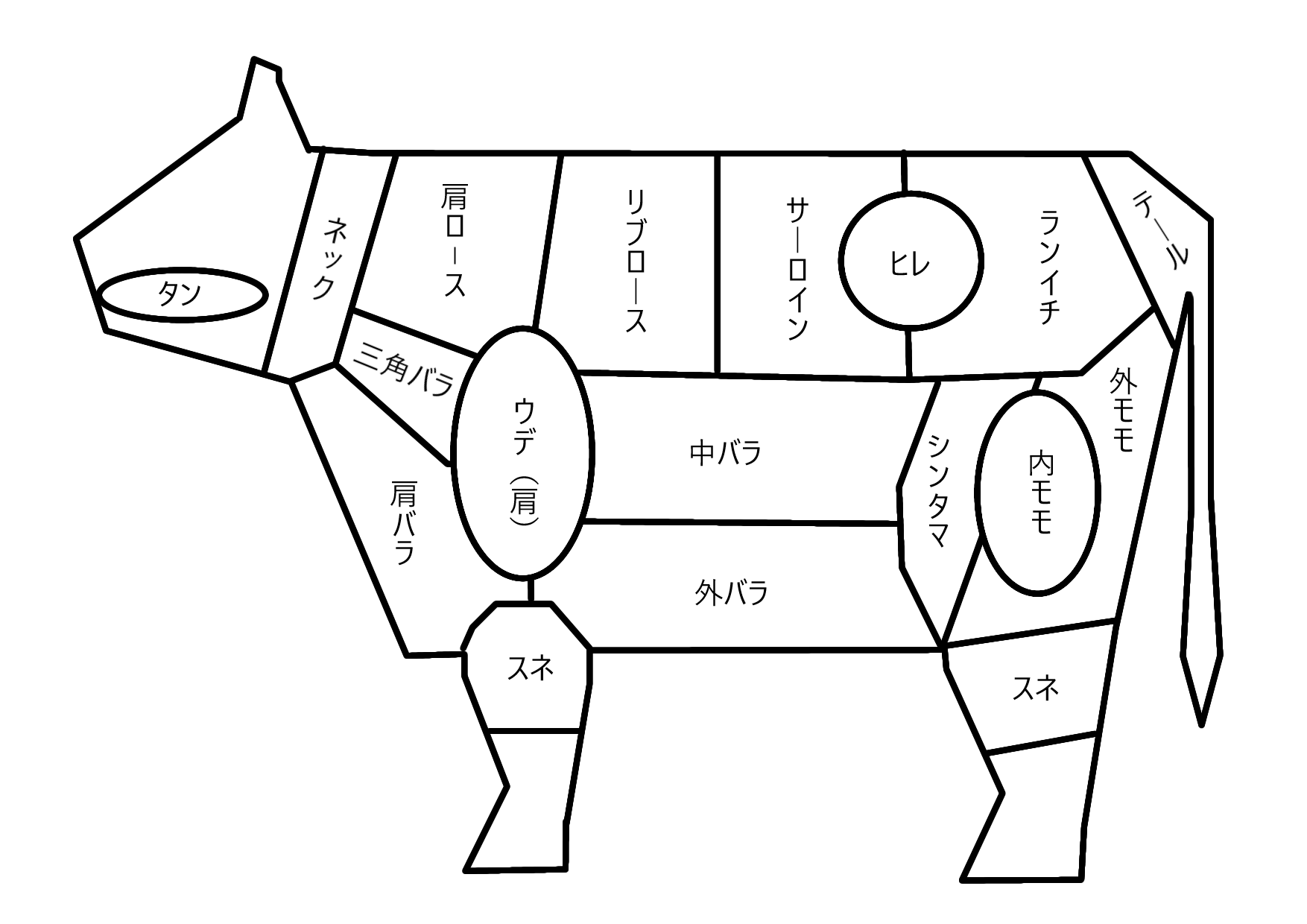
牛を横から見た時の部位

## 概要
牛もも肉は牛の後ろの方の主に後ろ脚付近を指すところである。牛ももは「うちもも」「そともも」「らんいち（らんぷ・いちぼ）」「しんたま」の4つで構成されており、更に「内もも」「外もも」「ランイチ（ランプ・イチボ）」「シンタマ」を細かく分類することができる。
比較的に白身が少なく赤身の多い部位である。

## 牛ももの各部位

### 内もも
内ももは牛肉の中でも脂身が少なく赤身肉であるそして、内ももは「オオモモ、コモモ、カブリ、メガネ」の4つに分けることができる。
オオモモは霜降りが入っていておおきい一枚にスライスすることができるためしゃぶしゃぶやすき焼きなどに使用される。コモモは内ももの中でも一番柔らかい部位である。しかし、内ももの中から少量しか取れないため貴重部位である。カブリは内ももを包んでいる、薄い赤身肉と肩ロースとサーロインの間にある。そして、カブリには2種類あり背中方と内もも方があり背中側の方は「リブギャップ」や「リブカブリ」などといいリブロースで取れる部位である。内ももの方は「カブリ」といい硬い肉のため煮物などに使用されるしかし、内もものカブリは一般的に切り落としとして扱われるので「カブリ」といったら主に背中側のカブリ（リブギャップ）の方を指すことが多いメガネは牛一頭から300～500gしか取れない希少な部位である。その名の由来は寛骨の形がメガネの様に穴が開いているためである。

### 外もも
外もも又は外もも肉はソトヒラとも呼ばれ一番後ろの肉であり牛の体重を支えるために使用されている部位のため筋肉質でありやや固めである。外ももは「ナカニク、シキンボ、センボンスジ、ハバキ」の4つにわけることができる。
ナカニクは外ももの内側にあり他の3つの部位と比べると外ももの中では比較的に柔らかい部位であり煮物やローストビーフに適している。シキンボはシキンボウやマクラともいい名の由来は形が金の延べ棒に似ているため、シキンボと呼ばれるようになったそして、その形状からローストビーフに最適である。センボンスジは「千本筋」ともいわれ希少部位であるそして、ゼラチンが多いのでシチューや煮物などに使用されている。ハバキはゼラチンがたくさん入っているがスネ肉より柔らかく焼肉に適している。

### ランイチ（ランプ・イチボ）
ランイチ（ランプ・イチボ）は牛ももの中では牛のお尻あたりにある部位でサーロインの後ろにある赤身肉である。ランイチ（ランプ・イチボ）は6つの部位に分けることができる。「ランプ、ランボソ、ランナカ、イチボ、ランカブリ、ネクタイ」である。そのうち「ランプ、ランボソ、ランナカ、ランカブリ、ネクタイ」はランプである。ランプは牛のお尻の部分にありあまり動かない筋肉のため、比較的柔らかくてサシがあまりはいいていなく食べやすい部位です。そのためステーキなどに適しています。ランボソはランプのイチボ側にあり、細長く赤身肉の部位です。ランソボと比べると霜降りは少なく筋が多くある。焼肉やステーキに使用されます。ランナカはランプの背中側にあり、ランソボと比べ比較的柔らかく霜降りが多くある。ローストビーフやステーキに適している。イチボは牛のお尻部分にある赤身の部位でその由来は「牛の骨の形がHという字のような形のためエイチボーン」と言われている。そして、イチボは柔らかく程よいサシが入っている。ランカブリは赤身肉でランプの中でも比較的に硬い部位であるためひき肉などに使用される。ネクタイはイチボと繋がっている部位であまりサシのない赤身肉であるその名の由来は「見た目が首にかけるネクタイのように見える」ためであるといわれている。そして、ネクタイは希少部位である。

### シンタマ
シンタマは外ももとランプの間にあり、その名の由来は「丸く切り取られるため（芯玉）」といわれる。そのため同じような由来で別名「マル」ともいう。シンタマは「マルシン、カメノコ、トモサンカク、マルカワ」の４つにわけることができる。マルシンは「シンシン（芯芯）」ともいわれシンタマの中心部分にある部位で、ヒレの次に柔らかい部位と言われている。ローストビーフなどに適している。カメノコはシンタマ（シンシン）を覆うようにある部位である。その名の由来は「断面が亀の甲羅に似ている」ためである。牛の生ハムなどに使用されている。トモサンカクは牛の足のもも側の事を「トモ」といいそこについている三角形の部位である。それが「トモサンカク」の由来である。シンタマの中では霜降りの入っている珍しく希少部位である。霜降りが入っているため柔らかく濃厚である。トモサンカクは別名「ヒウチ」ともいわれその名の由来は「形が火打石に似ている」ためである。マルシンはシンタマの外側にある部位でシンタマの中では最も取れる量の少ない希少部位であり、シンタマの中では最も硬い赤身の部位である。マルシンは固い部位のため煮物などに適している。